# Fellbach
Fellbach est une ville en République fédérale d'Allemagne, située près de Stuttgart dans le Land du Bade-Wurtemberg. Après Waiblingen, elle est la deuxième plus grande ville dans l'arrondissement de Rems-Murr.
Depuis 1956, elle fait part des Grandes villes d'arrondissement.
Fellbach se surnomme elle-même « la ville des vins et des congrès ».

## Géographie

### Découpage de la ville
La zone urbaine de Fellbach comporte la ville principale Fellbach et les quartiers Schmiden (insertion en 1973) et Oeffingen (insertion en 1974). Il s'agit des communes anciennes qui étaient autonome avant l'insertion.

## Histoire
En 1121, il existe la première mention documentaire comme Velbach. Les siècles suivants, Fellbach est aussi nommé comme Velebach et Fehlbach. La signification n'est pas clair, mais une explication possible serait le mot Felbe (= le saul[Quoi ?]).

## Démographie
Le nombre d'habitants sont des estimations, des recensements (¹) ou bien des extrapolations officielles des administrations statistiques respectives.
| Année  | Nombre d'habitants |
| ------ | ------------------ |
| 1540   | env. 1.000         |
| 1803   | 2.355              |
| 1810   | 2.401              |
| 1843   | 2.813              |
| 1861   | 3.023              |
| 1871   | 3.181              |
| 1880 ¹ | 3.512              |
| 1890¹  | 3.816              |
| 1900¹  | 4.300              |
| 1910 ¹ | 6.780              |
| 1925 ¹ | 8.500              |
| 1933 ¹ | 11.291             |
| 1939 ¹ | 14.988             |
| 1946   | 16.890             |

| Année  | Nombre d'habitants |
| ------ | ------------------ |
| 1950 ¹ | 19.314             |
| 1961 ¹ | 26.040             |
| 1970 ¹ | 28.962             |
| 1975   | 42.501             |
| 1980   | 41.383             |
| 1987 ¹ | 39.140             |
| 1990   | 40.930             |
| 1995   | 42.554             |
| 2000   | 42.946             |
| 2005   | 44.054             |
| 2010   | 44.665             |
| 2011 ¹ | 43.612             |
| 2015   | 45.147             |

¹ Résultat de recensement

## Politique

### Jumelage
Fellbach a des jumelages avec les villes suivantes :
- Tain-l'Hermitage (France), depuis 1964
- Tournon-sur-Rhône (France), depuis 1973
- Erba, (Italie), depuis 1978
- Pécs, (Hongrie), depuis 1986
- Meißen, (Saxe), depuis 1987

Ces cinq villes jumelées sont très importantes pour Fellbach. On coopère étroitement dans des différents niveaux. Ce n'est pas seulement le maire avec son exposé, mais aussi des différentes associations travaillant ensemble. En plus il existe des échanges scolaires chaque année.

## Personnalités liées à la ville
- Ferdinand Christian Baur (1792-1860), théologien né à Schmiden.
- Albert Eise (1896-1942), prêtre né à Oeffingen.